# Sävenforsdammen
Sävenforsdammen är en sjö i Hällefors kommun i Västmanland och ingår i Göta älvs huvudavrinningsområde. Sjön har en area på 0,246 kvadratkilometer och ligger 200,1 meter över havet. Sävenforsdammen är en uppdämd del av Sävälven, som nedströms dammen mynnar i sjön Norr-Älgen. Vid provfiske har bland annat abborre, gädda, mört och sarv fångats i sjön.

## Delavrinningsområde
Sävenforsdammen ingår i det delavrinningsområde (664128-142900) som SMHI kallar för Utloppet av Sävenforsdammen. Medelhöjden är 227 meter över havet och ytan är 2,86 kvadratkilometer. Räknas de 17 avrinningsområdena uppströms in blir den ackumulerade arean 309,11 kvadratkilometer. Sikforsån som avvattnar avrinningsområdet har biflödesordning 3, vilket innebär att vattnet flödar genom totalt 3 vattendrag innan det når havet efter 370 kilometer. Avrinningsområdet består mestadels av skog (84 procent). Avrinningsområdet har 0,3 kvadratkilometer vattenytor vilket ger det en sjöprocent på 10,6 procent.

## Fisk
Vid provfiske har följande fisk fångats i sjön:
- Abborre
- Gädda
- Mört
- Sarv
- Sik
- Siklöja
- Sutare